# Ben Cabango
Benjamin Cabango, né le 30 mai 2000 à Cardiff au pays de Galles, est un footballeur international gallois qui évolue au poste de défenseur central à Swansea City.

## Biographie

### En club

#### Jeunesse et formation
Benjamin naît le 30 mai 2000 d'un père angolais et d'une mère galloise. Son père arrive au Royaume-Uni en 1997, où il rejoint sa sœur à Londres, avant de déménager à Cardiff, où il rencontre Alysia.
Il a également un frère plus jeune, Theo Cabango (en), qui est lui aussi un espoir gallois mais au rugby, où il évolue avec le Cardiff Blues.
Ben commence le football à l'âge de 5 ans dans le club local de Maindy Corries, où son père était entraîneur à l'époque. Il y évolue jusqu'en 2010, avant d'intégrer l'académie de Newport County.
Il y joue à partir des U13 jusqu'au U15, et il est alors repéré par Swansea City, où il devient très vite un élément essentiel de l'académie. Il devient capitaine de l'équipe des moins de 19 ans, avec lequel il remporte quelques titres, comme par exemple la FAW Welsh Youth Cup.

#### Swansea City (depuis 2018)
Le 13 août 2019, il joue son premier match avec Swansea, lors du premier tour d'EFL Cup face à Northampton Town.
Le 26 novembre 2019, lors de la 18e journée de Championship face à Huddersfield, Ben Cabango remplace Mike van der Hoorn à la mi-temps à la suite d'une blessure. Il joue donc son premier match en championnat avec Swansea City, la rencontre se termine sur un match nul (1-1).
Le 18 mars 2020, Swansea City sécurise l'avenir de Ben Cabango, en prolongeant son contrat de deux années supplémentaires. Il est alors lié jusqu'en 2023 avec le club gallois.

#### Prêt et champion du Pays de Galles (2018-2019)
Le 2 juillet 2018, The New Saints FC, champion en titre du pays de Galles, annonce l'arrivée de Ben Cabango sous la forme d'un prêt de six mois. 
Il joue son premier match professionnel huit jours plus tard, à l'occasion du premier tour de qualification de la Ligue des champions 2018-2019 face au club monténégrin du KF Shkëndija. La rencontre se termine sur une défaite des Gallois sur le score de 5-0. Une semaine plus tard, Ben Cabango marque son premier but en professionnel, lors du match retour face au KF Shkëndija. La rencontre se termine sur le score de 4 à 0 en faveur du club gallois, ce qui ne s'avère toutefois pas suffisant pour qualifier The New Saints FC pour le deuxième tour de qualification.
Il joue 16 matchs (en tant que titulaire) avant de réintégrer Swansea City le 1er janvier 2019. The New Saints FC finit par gagner le championnat à l'issue de saison, Ben Cabango remporte donc son premier trophée, qui est celui de champion du pays de Galles.

### En équipe nationale
Avec les moins de 19 ans, il inscrit un but en mars 2019, face à l'Espagne. Ce match perdu 5-1 rentre dans le cadre des éliminatoires du championnat d'Europe des moins de 19 ans 2019.
Le 25 août 2020, il est convoqué pour la première fois avec la sélection galloise par Ryan Giggs, pour affronter la Finlande (le 3 septembre 2020) et la Bulgarie (le 6 septembre 2020) à l'occasion de la Ligue des nations de l'UEFA 2020-2021.
Le 9 novembre 2022, il est sélectionné par Rob Page pour participer à la Coupe du monde 2022.

## Statistiques

### Statistiques générales
| Saison                | Club                     | Championnat           | Championnat | Championnat | Coupe nationale | Coupe nationale | Coupe de la Ligue | Coupe de la Ligue | Compétition(s) continentale(s) | Compétition(s) continentale(s) | Compétition(s) continentale(s) | Play-offs | Play-offs | Total | Total |
| Saison                | Club                     | Division              | M.          | B.          | M.              | B.              | M.                | B.                | Comp.                          | M.                             | B.                             | M.        | B.        | M.    | B.    |
| 2018-2019             | The New Saints FC (prêt) | Welsh Premier League  | 16          | 0           | 1               | 0               | 3                 | 0                 | C1+C3                          | 2+4                            | 1+0                            | -         | -         | 26    | 1     |
| Sous-total            | Sous-total               | Sous-total            | 16          | 0           | 1               | 0               | 3                 | 0                 | -                              | 6                              | 1                              | 0         | 0         | 26    | 1     |
| 2019-2020             | Swansea City             | Championship          | 21          | 1           | -               | -               | 3                 | 0                 | -                              | -                              | -                              | 2         | 0         | 26    | 1     |
| 2020-2021             | Swansea City             | Championship          | 30          | 4           | 2               | 0               | -                 | -                 | -                              | -                              | -                              | 3         | 0         | 35    | 4     |
| 2021-2022             | Swansea City             | Championship          | 37          | 1           | -               | -               | 2                 | 1                 | -                              | -                              | -                              | -         | -         | 39    | 2     |
| 2022-2023             | Swansea City             | Championship          | 43          | 2           | 2               | 0               | 1                 | 0                 | -                              | -                              | -                              | -         | -         | 46    | 2     |
| 2023-2024             | Swansea City             | Championship          | 35          | 0           | -               | -               | 1                 | 0                 | -                              | -                              | -                              | -         | -         | 36    | 0     |
| 2024-2025             | Swansea City             | Championship          | 45          | 2           | -               | -               | 2                 | 0                 | -                              | -                              | -                              | -         | -         | 47    | 2     |
| 2025-2026             | Swansea City             | Championship          | 1           | 0           | -               | -               | -                 | -                 | -                              | -                              | -                              | -         | -         | 1     | 0     |
| Sous-total            | Sous-total               | Sous-total            | 212         | 10          | 4               | 0               | 9                 | 1                 | -                              | 0                              | 0                              | 5         | 0         | 230   | 11    |
| Total sur la carrière | Total sur la carrière    | Total sur la carrière | 228         | 10          | 5               | 0               | 12                | 1                 | -                              | 6                              | 1                              | 5         | 0         | 256   | 12    |

## Palmarès
The New Saints
- Champion du pays de Galles en 2019